# سكوت فيتزجيرالد
سكوت فيتزجيرالد (بالإنجليزية: Scott Fitzgerald)‏ هو لاعب كرة قدم بريطاني، ولد في 18 نوفمبر 1979 في هيلينغدون ‏ في المملكة المتحدة. لعب مع أكسفورد يونايتد وسوانزي سيتي ونادي برينتفورد ونادي ليتون أورينت ونادي نورثوود لكرة القدم ونادي واتفورد ونادي والسول ونادي ويلدستون لكرة القدم.

## وصلات خارجية
- سكوت فيتزجيرالد على موقع قاعدة بيانات كرة القدم.إي يو (الإنجليزية)
- سكوت فيتزجيرالد على موقع Soccerbase.com (لاعب) (الإنجليزية)